# 佩拉森塞
佩拉森塞，是西班牙阿拉贡自治区特鲁埃尔省的一个市镇。总面积29平方公里，总人口98人（2001年），人口密度3人/平方公里。